# Alljapanische Chorvereinigung
Die Alljapanische Chorvereinigung (jap. 一般社団法人 全日本合唱連盟, Ippan Shadan Hōjin Zennihon Gasshō Renmei, engl. „Japan Choral Association“, kurz: JCA) ist ein am 23. November 1948 gegründeter Dachverein für Chöre und gegenwärtig als allgemeiner rechtsfähiger Verein die größte Organisation ihrer Art in Japan. Der Verein hat seinen Sitz im Stadtbezirk Chūō, in der Präfektur Tokio. Ziel ist es, durch die Verbreitung, Anleitung und Ausbildung von Chören einen Beitrag zur Entfaltung der Chormusik zu leisten. Gegenwärtig sind 5155 Chöre in neun Abteilungen des Dachverbandes organisiert (Stand: Jan. 2014). Vorsitzender ist Shinsuke Kishi.

## Überblick
Die Entstehung der Vereinigung reicht bis in die 1920er Jahre und geht auf die Bemühungen von Kōsuke Komatsu zurück. Komatsu hatte nach seinem Auslandsstudium in Frankreich 1927  nach französischem Vorbild zunächst die „Gesellschaft für Nationalmusik“ (国民音楽協会, Kokumin Ongaku Kyōkai, engl. „National Music Association“) gegründet und noch im selben Jahr den ersten japanischen Chorwettbewerb veranstaltet. In Japan gilt dies gewissermaßen als Geburtsstunde der Chormusik (nach westlichem Verständnis). Erste Chöre, die nach dem Zweiten Weltkrieg von 1945 bis 1947 in verschiedenen Landesteilen entstanden wurden dann 1948 mit der offiziellen Gründung in die Alljapanische Chorvereinigung aufgenommen.

## Veranstaltungen
Die Vereinigung führt über das Kalenderjahr hinweg verschiedene musikalische Veranstaltungen durch. Dazu zählen:
- der „alljapanische Chorwettbewerb“ (全日本合唱コンクール, Zennihon Gasshō Concours, engl. „JCA National Choral Competition“) findet seit 1948 alljährlich im Herbst statt. Teilnahmeberechtigt sind Chöre in den drei Kategorien: Mittelschule, Oberschule und Universitäts-, Firmen- und sonstige Chöre, die als Sieger aus den regionalen Chorwettbewerben des Jahres hervorgegangen sind.
- „alljapanische Konferenz und Chorwettbewerb für Mütter“ (全日本おかあさんコーラス大会, Zennihon Okāsan Concours Taikai, engl. „JCA Mothers' Chorus Festival“) ist eine Veranstaltung, die alljährlich im Sommer abgehalten wird. Sie erstreckt sich über zwei Tage, in denen ein Chorwettbewerb, aber auch Schulungen und Weiterbildungen abgehalten werden. Im Rahmen des Wettbewerbs werden zwei Preise vergeben, der „Chorpreis für Mütter“ (おかあさんコーラス賞, Okāsan Chorus-shō) und der „Sonnenblumen-Preis“ (ひまわり賞, Himawari-shō).
- Darüber hinaus finden ein Festival für Kinder- und Männerchöre statt. Außerdem steht der Asahi-Kompositionspreis für Chöre unter der Schirmherrschaft der Alljapanische Chorvereinigung.

## Ehemalige Vorsitzende
1. Kōsuke Komatsu
2. Kunihiko Toyama
3. Kōsuke Komatsu
4. Osamu Shimizu
5. Kan Ishii
6. Yōzō Satō
7. Nobuyoshi Yoshimura
8. Keiichi Asai

## Anmerkung
1. ↑  Gemeint ist die Société Nationale de Musique.